# إيرني مورغان
إيرني مورغان (بالإنجليزية: Ernie Morgan)‏ (13 يناير 1927 في المملكة المتحدة - 3 أكتوبر 2013 في المملكة المتحدة) هو مدرب كرة قدم ولاعب كرة قدم بريطاني في مركز الهجوم. لعب مع نادي غيلينغهام ولينكولن سيتي أف سي.

## وصلات خارجية
- إيرني مورغان على موقع قاعدة بيانات كرة القدم.إي يو (الإنجليزية)